# Сталинский ампир
Ста́линский ампи́р (от фр. empire — «империя» и по аналогии с ампиром), также «стиль триумф» — одно из лидирующих направлений в архитектуре, монументальном и декоративном искусстве СССР с середины 1940-х до середины 1950-х годов (однако здания и иные объекты в этом стиле, пусть и упрощённом, строились вплоть до начала 1960-х годов). В средствах массовой информации используется как неформальное обозначение всего многообразия сталинской эклектики. В понятие часто укладывают неоклассицизм (который продолжили в своих работах такие мастера старой школы, как И. В. Жолтовский) и советский вариант интернационального стиля ар-деко.
Уже в 1920-е годы многие советские архитекторы начали уходить от минимализма в пользу парадной репрезентативности. В первой половине 1930-х на место господствовавшего тогда конструктивизма пришел новый стиль, сочетающий, с одной стороны, конструктивистские минимализм и функциональность, а с другой - допускавший обогащение внешнего облика зданий отдельными элементами. Данный стиль получил наименование постконструктивизм. Он господствовал в советской архитектуре вплоть до начала Великой Отечественной войны. Начиная с середины 1930-х годов в наружном декоре зданий всё чаще стали применять барельефы и горельефы, дентикулы и карнизы, а также облицовку натуральным камнем. Изменялась и трактовка интерьеров: вновь стали появляться торжественные залы с кессонироваными потолками, широкие вестибюли с рядами колонн и огромные мраморные лестницы. Архитектура становилась всё более масштабной. Небольшие «клубы» уступали место «дворцам».
Расцвет сталинского ампира наступил после войны. Его символ — знаменитые сталинские высотки в Москве. Сталинский ампир в декоре помещений — это, в частности, массивная деревянная мебель, лепнина под высокими потолками, резные шкафы, бронзовые светильники и статуэтки.
Концом эпохи сталинского ампира считается Постановление Центрального Комитета КПСС и Совета Министров СССР от 4 ноября 1955 года № 1871 «Об устранении излишеств в проектировании и строительстве».

## Характерные черты

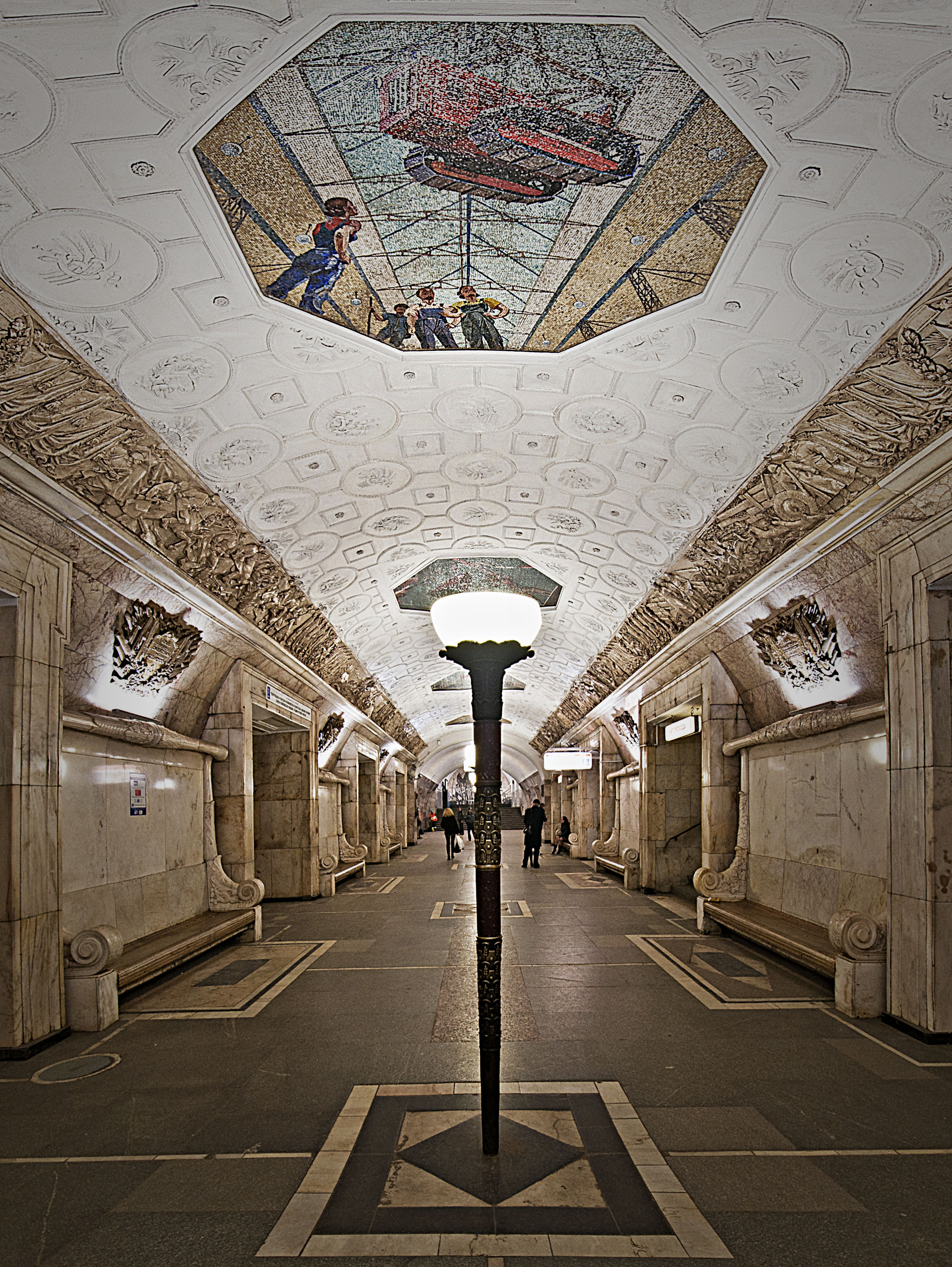
Станция метро «Новокузнецкая» (Москва)

Стиль соединил в себе элементы ренессанса, барокко, ампира эпохи Наполеона, позднего классицизма, постконструктивизма, ар-деко, а также неоготики (здание МИДа); он сочетает помпезность, роскошь, величественность и монументальность.
Если говорить об архитектуре сталинок, то для этого стиля характерно использование архитектурных ордеров с чёткими пропорциями и обильным декором. Советская символика, рабочие и колхозники, военные были главными героями барельефов и мозаик. Для оформления зданий часто использовались мрамор и гранит. В послевоенные годы архитектура была идеологическим инструментом, который транслировал идеи устремления в светлое будущее.
Один из примеров интерьеров, оформленных в стиле сталинского ампира, — банкетный зал в здании Центрального Московского ипподрома.
В декоре мебели, используемой в оформлении интерьеров в стиле сталинского ампира, — резьба, включающая в себя изображения лавровых венков, колосьев и пятиконечных звезд.
Деталь сталинского ампира — люстры, освещающие помещение, имеющие парадный вид, часто изготовлены из бронзы и украшены хрустальными подвесками. Для декора помещений часто используются натуральные материалы — дерево, мрамор, бронза, керамика и хрусталь.